# Жеребятьево (Московская область)
Жеребятьево — деревня в городском округе Домодедово Московской области.

## История
До муниципальной реформы 2006 года деревня входила в состав Колычевского сельского округа Домодедовского района.

## Население
| 2002 | 2010 |
| ---- | ---- |
| 7    | ↗27  |

## Инфраструктура
В 2015 году градостроительный совет Подмосковья одобрил концепцию строительства многофункционального комплекса, включающего объекты гостиничного, торгового назначения и дорожного сервиса, в деревне Жеребятьево, вдоль подъезда от Москвы к аэропорту «Домодедово». Интерфакс процитировал сообщение Минстроя Московской области: «Планируемый к строительству комплекс будет включать в себя две гостиницы (на 140 и 150 мест), торгово-развлекательный комплекс, автозаправочный комплекс на 4 колонки с магазином и центром технического обслуживания»

## Транспорт
Проходит дорога общего пользования межмуниципального значения 46Н-01556 Шишкино — Котляково — Красино 46Н-01556. Выезд на дорогу федерального значения А-105.